# Maciej Pieprzyca
Maciej Antoni Pieprzyca (ur. 5 maja 1964 w Katowicach) – polski reżyser filmowo-telewizyjny, scenarzysta, dziennikarz dokumentalny, znany z takich filmów, jak Chce się żyć i Jestem mordercą. Profesor sztuk filmowych.

## Życiorys
Lata dzieciństwa i młodości spędził w Tychach. Ukończył dziennikarstwo na Uniwersytecie Śląskim w Katowicach (1989), Studium Scenariuszowe Państwowej Wyższej Szkoły Filmowej, Telewizyjnej i Teatralnej w Łodzi (1990) i reżyserię na Wydziale Radia i Telewizji Uniwersytetu Śląskiego (1993).
Pieprzyca rozpoczął swą karierę filmową od nagradzanej na studenckich festiwalach etiudy Inna (1990). Debiutował w Teatrze Telewizji sztuką Fryzjer (1993), napisaną wespół z pisarzem i scenarzystą Bartoszem Kurowskim. W dokumentalnym filmie Przez nokaut (1995) poświęcił sylwetce boksera Leszka Błażyńskiego, który popełnił samobójstwo.
Debiutancki film telewizyjny Pieprzycy, Inferno (2001), był paradokumentalną opowieścią o dwóch maturzystkach, które zabiły swoją wkraczającą w dorosłość koleżankę. Ewa Nawój komentowała debiut Pieprzycy następująco: „Precyzyjny scenariusz i montaż wzmacniają przesłanie filmu, zarazem czyniąc go zbyt dosłownym”. Większe powodzenie miała Barbórka (2005), stworzona w ramach cyklu telewizyjnego Święta polskie, która została uhonorowana nagrodą Stowarzyszenia Filmowców Polskich za „twórcze przedstawienie rzeczywistości”. Pieprzyca wyreżyserował też kilkanaście odcinków serialu Kryminalni: 41–43, 53–54, 68–70, 80–82, 92–94 oraz jego wersję filmową Kryminalni: Misja śląska (2006).
Jego pełnometrażowy fabularny debiut reżyserski, Drzazgi (2008), opowiada historię studenta, kobiety przygotowującej się do ceremonii ślubnej oraz pseudokibica. Film został uhonorowany nagrodą za debiut reżyserski na 33. Festiwalu Polskich Filmów Fabularnych, lecz zebrał mieszane recenzje. Anna Taszycka z portalu Onet, doceniając wprawdzie pieczołowicie skonstruowany portret młodzieży ze Śląska, stwierdziła jednak, że Pieprzyca i scenarzysta Kurowski „nie przemyśleli do końca tych postaci, ich motywacje i przyczyny postępowania pozostają dla widzów niezrozumiałe, niedostępne. I to niestety widać na ekranie”.
Wielkim sukcesem festiwalowym Pieprzycy okazał się natomiast film Chce się żyć (2013), historia kaleki cierpiącego na porażenie mózgowe (w tej roli Kamil Tkacz i Dawid Ogrodnik). Janusz Wróblewski z „Polityki” uznał Chce się żyć za przeciwieństwo Motyla i skafandra (2007) Juliana Schnabla: „Tu bohater, też niepełnosprawny fizycznie, […] przechodzi odwrotną metamorfozę: z piekła wykluczenia do raju, jakim jest odzyskanie godności po 26 latach uznawania za roślinę”. Chce się żyć zapewnił reżyserowi Grand Prix Festiwalu Filmowego w Montrealu.
Jestem mordercą (2016), fabularny wariant reportażu dokumentalnego Pieprzycy z 1998 roku, jest luźno oparty na sprawie „wampira z Zagłębia” z lat 70. XX wieku.  Film przyjmuje perspektywę milicjanta prowadzącego śledztwo w tej sprawie (Mirosław Haniszewski), który pod naciskiem politycznym przełożonych wskazuje na podstawie poszlak rzekomego mordercę (Arkadiusz Jakubik). Sam reżyser wyjaśniał, iż inspirował się pod względem fabuły na filmie Wodzirej (1977) Feliksa Falka. Agnieszka Woch z portalu Histmag.org pisała: „Jestem mordercą porównuje się do najlepszych kryminałów i kina moralnego niepokoju. Wzorując się na mistrzach, Maciej Pieprzyca zrobił jeden z najlepszych polskich filmów tego roku”. Za film Pieprzyca został uhonorowany Srebrnymi Lwami na 41. Festiwalu Polskich Filmów Fabularnych.
Kolejne Srebrne Lwy otrzymał za film Ikar. Legenda Mietka Kosza (2019), biografię niewidomego pianisty jazzowego (Ogrodnik), ale w tym przypadku opinie były podzielone. Bartosz Staszczyszyn z Culture.pl podsumowywał: „Zamiast opowieści o człowieku toczącym walkę ze światem i sobą samym, otrzymujemy krzepiącą baśń i efektowną pocztówkę z PRL-u, krainy zadymionych kawiarń, wzorzystych koszul i okularów z rogowymi oprawkami”.

## Styl filmowy
Maciej Pieprzyca w swojej karierze wielokrotnie portretował środowisko mieszkańców Śląska, podążając tropem takich reżyserów, jak Kazimierz Kutz oraz Jan Kidawa-Błoński. Jacek Wakar w artykule dla Gildii Reżyserów Polskich pisał, że w filmach Pieprzycy „Śląsk pozostaje niepodrabialną na mapie Polski krainą, ze swym brudem, szarością, ale i jakimś trudnym do nazwania surowym pięknem”. Zwłaszcza w swoich filmach z lat 10. XXI wieku Pieprzyca opisywał, jak sam twierdził, „niedoskonałości człowieka, […] pewne pęknięcia, które w nim są, toczona przez niego w określonych sytuacjach walka dobra ze złem”. Pieprzyca deklarował, że stawia swoich protagonistów „w ekstremalnych sytuacjach, by pokazać pewną prawdę o nich”, przy czym unikał „tematów kontrowersyjnych czy modnych”.

## Filmografia

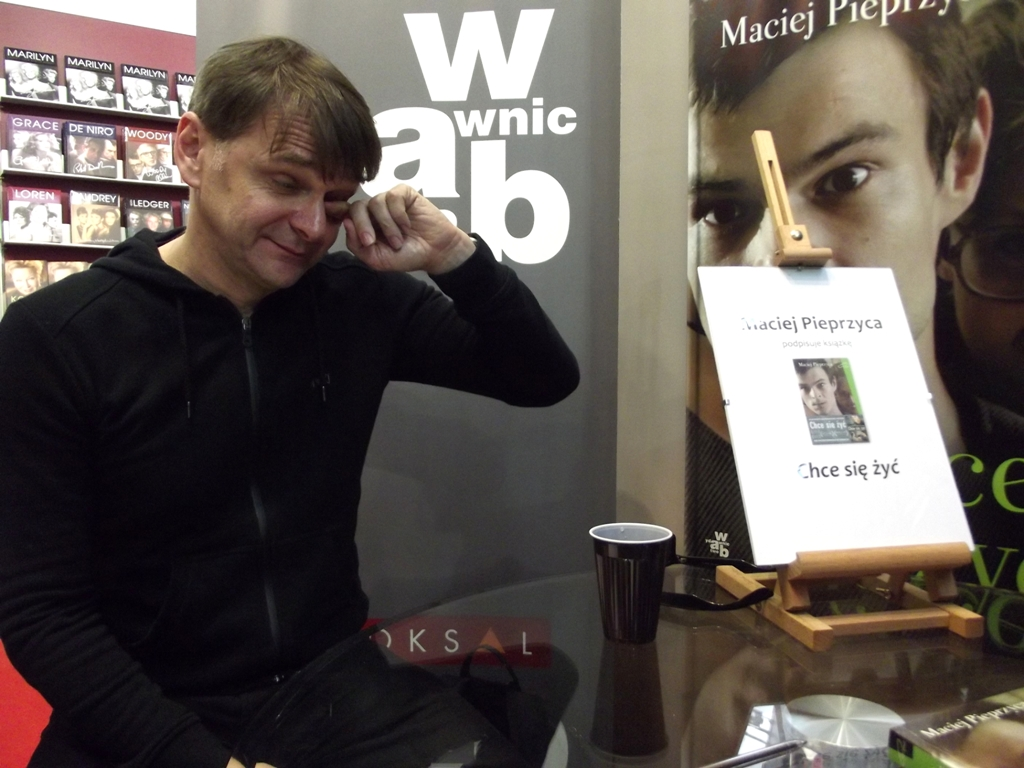
Maciej Pieprzyca na Targach Książki w Krakowie (2013)

- 2024: Idź przodem, bracie: serial telewizyjny
- 2022: Kruk. Jak tu cicho; serial telewizyjny
- 2021: Kruk. Czorny woron nie śpi; serial telewizyjny
- 2019: Ikar. Legenda Mietka Kosza; film fabularny
- 2018: Kruk. Szepty słychać po zmroku; serial telewizyjny
- 2016: Jestem mordercą; film fabularny
- 2013: Chce się żyć; film fabularny
- 2008: Drzazgi
- 2006: Kryminalni: Misja śląska; film TV
- 2005: Barbórka; film TV, cykl Święta polskie
- 2001: Inferno; film TV, część cyklu Pokolenie 2000
- 1998: Jestem mordercą...; film dokumentalny
- 1998: Zostanie legenda; film dokumentalny
- 1995: Przez nokaut; film dokumentalny o Leszku Błażyńskim
- 1993: Fryzjer, teatr telewizji
- 1990: Inna; film dokumentalny

## Nagrody
- Nagroda na FPFF w Gdyni
  - 2005: Barbórka (nagroda Stowarzyszenia Filmowców Polskich)
  - 2008: Drzazgi (nagroda za debiut reżyserski
  - 2019: Ikar. Legenda Mietka Kosza (Srebrne Lwy)